# Мадона дел Монте Спинето (Алесандрија)
Мадона дел Монте Спинето је насеље у Италији у округу Алесандрија, региону Пијемонт.
Према процени из 2011. у насељу је живело 3 становника. Насеље се налази на надморској висини од 433 м.